# 都是天使惹的祸
《都是天使惹的祸》（英語：All the Misfortunes Caused by the Angel）是2001年在中国大陆上映的都市爱情剧，导演梦继，主演李小璐、任泉。

## 剧情
《都是天使惹的祸》讲述护校毕业生“林小如”成长为一名护士并且收获爱情的故事。

## 演员
- 李小璐 出演 林小如，18岁，护校毕业，爱慕邵剑波
- 任泉 出演 邵剑波，22岁，医学院研究生，在林小如和蔡美云之间犹豫，最终选择林小如
- 张延 出演 蔡美云，25岁，院长的女儿，外科大夫。
- 郭涛 出演 马如龙，30岁，外科副主任医师
- 佟大为 出演 熊峰
- 周笑莉 出演 冷萍
- 张芝华 出演 林母
- 杨雨婷 出演 刘珉君
- 吉祥 出演 李宝玲
- 晋杨 出演 袁淑惠
- 高星 出演 二燕
- 张晶 出演 欢欢
- 张琦 出演 胖子
- 张玉城 出演 吴一达
- 周德安 出演 蔡院长
- 王景春 出演 邵剑涛
- 张征 出演 黎雨清
- 徐震 出演 小李

## 曲目
| 曲序 | 曲目                         |              | 作曲         | 歌手       |
| ---- | ---------------------------- | ------------ | ------------ | ---------- |
| 1.   | 《那么骄傲》（主题曲）       | 厉曼婷       | 刘大江       | 金海心     |
| 2.   | 《毛毛的美丽人生》（片尾曲） | 张荣鑫       | 王佳男       | 毛毛       |
| 3.   | 《把耳朵叫醒》（插曲）       | 厉曼婷       | 黄征         | 金海心     |
| 4.   | 《我爱》（插曲）             | 姚若龙       | ·林          | 王子鸣     |
| 5.   | 《大火》（插曲）             | 苏来         | 苏来         | 王子鸣     |
| 6.   | 《心中只有你》（插曲）       | 厉曼婷       | 伍思凯       | 毛宁、陈明 |
| 7.   | 《成长》（插曲）             | 崔文斗、贾南 | 崔文斗、贾南 | 毛毛       |
| 8.   | 《爱你爱我》（插曲）         | 李琪         |              | 毛毛       |
| 9.   | 《不再多情》（插曲）         | 赵节         | 赵节、毛毛   | 毛毛       |
| 10.  | 《我怎么了》（插曲）         | 吴军         | 吴军         | 朱桦       |
| 11.  | 《心不忍》（插曲）           | 刘沁         | 孟军         | 朱桦       |